# Michael de Jong
Michael de Jong (Fontenay, 22 januari 1945 – Dordrecht, 10 maart 2018) was een Nederlands-Amerikaanse bluesgitarist, zanger en singer-songwriter.

## Levensloop
De Jong werd geboren in Frankrijk uit een Franse moeder en een Friese vader. Samen met zijn ouders emigreerde hij op vijfjarige leeftijd naar de Verenigde Staten, waar hij opgroeide in Grand Rapids. Op zijn zesde zong De Jong het "Ave Maria" in het jongenskoor van de kerk. In schril contrast hiervan bracht hij zijn negende verjaardag in een jeugdinstelling door. Hier belandde hij nadat hij zijn school in lichterlaaie had gezet. Dit gebeurde nadat hij voor de klas te kijk was gezet als zijnde een slechte katholiek, omdat zijn ouders niet genoeg geld hadden gedoneerd aan de parochie. Tot zijn spijt werd hij snel gevat, anders hadden de kerk, het klooster en de pastorie het ook moeten ontgelden.
Op zijn dertiende leerde hij zichzelf gitaar spelen na een concert van Johnny Cash bijgewoond te hebben - "Dat wil ik ook doen." Op zijn achttiende startte hij zijn eerste band, The Nightwalkers.
In 1967 verhuisde hij naar Detroit, waar hij geregeld optrad op het John Sinclair's Ann Arbor Blues Festival. Tussen 1970 en 1974 reisde hij door de Verenigde Staten om uiteindelijk te belanden in New Orleans. Daar trad hij gedurende dertien maanden zo goed als iedere nacht op in de louchere buurt van Bourbon Street. In 1975 vestigde hij zich in Californië wat tot 19 september 1984 zijn nieuwe verblijfplaats zou zijn. Daar trad hij op met diverse muzikanten. Hij sloot zich toen aan als gitarist bij blueslegende Jimmy Reed en band. In die tijd begon hij onder invloed van Reed zijn eigen teksten te schrijven. In 1976 trof De Jong, vergezeld door Steve Gordon (manager-uitbater van Savoy Tivoli, een concertzaaltje in San Francisco), Reed dood aan in Oakland kort na diens laatste optreden.
In 1981 nam hij zijn eerste album op, All Night Long, geproduceerd door Nick Gravenites (bekend van o.a. zijn samenwerking met Janis Joplin).

(en) Review door Mike Joseph, S.F. Chronicle, datum onbekend, 1983:
"Sounds like Bob Seger fronting Dire Straits, but harder. The range here is from country-western ballads to balls-out rockers, and DeJong [sic] and his bandmates show that four-set nights of load rock 'n roll are more than familiar to them."
In 1984 had hij genoeg van de Amerikaanse "geldwolf-cultuur" en, zwerend nimmer naar de Verenigde Staten terug te keren, keerde hij terug naar Europa waar hij Parijs, Londen en Bremen doorkruiste om in Kopenhagen, Denemarken zich te vestigen van 1985 tot 1988. Toen schikte hij zich naar zijn Nederlandse naam en vertrok naar Nederland.
Eind jaren tachtig, begin jaren negentig leefde De Jong een eerder turbulent leven in Amsterdam. De seks, drugs en blues van die en vroegere dagen eisten uiteindelijk hun tol en rond 1992 kreeg hij het vonnis HIV-positief te horen. Zoals hij zelf zegt heeft hij zich aan alle zonden, buiten moord, schuldig gemaakt. Toch heeft hij sinds dan drank en drugs afgezworen. In 1993 vestigde hij zich in Dordrecht, waar hij tot zijn overlijden op 10 maart 2018 in zijn eerste eigen huis verbleef.
Zijn eerste Europese cd was Fugitive Love Songs (Tombstone Records - 1993). Drie jaar later kwam zijn volgende studioplaat Who's Fooling Who uit onder Munich Records. Voor Munich Records nam hij zeven platen op, vaak in één take. In 2012 kwam zijn recentste studioplaat uit: Life in D-Minor.
De Jongs muziek is door de jaren heen niet helemaal hetzelfde gebleven. Waar hij in zijn vroege jaren meer beïnvloed werd door jaren vijftig blues en rockabilly, speelt hij vandaag voornamelijk solo, iets ingetogener en met een rauwe, doorleefde stem  waarin lief en leed doorklinkt, begeleid door bluesy gitaarriffs. In zijn teksten durft hij nu eens het verval van de maatschappij te hekelen, dan weer vormen zijn ruwe levenservaringen en geloof een inspiratiebron. Zijn vader draagt hij op handen en wanneer hij die even vrij heeft, wijdt hij ze aan, zoals hij zelf zegt, Gods meesterwerk: de vrouw. Hij is een sterke voorstander van "betaalbare" muziek. Zo stelt hij op zijn website zelfs niet langer uitgebrachte albums gratis ter beschikking.

## Nalatenschap
Begin 2017 berichtte de Dutch Blues Foundation (een organisatie die jaarlijks de Dutch Blues Awards uitreikt aan mensen die zich verdienstelijk hebben gemaakt voor de blues in Nederland) dat De Jong zou worden opgenomen in de Dutch Blues Hall of Fame, wat op 16 juni 2017 gebeurde.

## Discografie
- All Night Long, Michael DeJongband (Sabine Records, for M.D.J. Productions, 1981)
- Fugitive Love Songs (Tombstone Records, 1993)
- Who's Foolin' Who (Munich, 1996)
- Alive (Munich, 1997)
- Grown Man Moan (Munich, 1998)
- The Waiting Game (Munich, 1999)
- Immaculate Deception (Munich, 2000)
- Park Bench Serenade (Munich, 2001)
- Last Chance Romance (Munich, 2002)
- 23, Rue Boyer (Corazong, 2004)
- Imaginary Conversation (Corazong, 2004)
- Echo From The Mountain (Mink Records, 2005)
- The Great Illusion (Music & Words, 2006)
- For Madmen Only (Music & Words, 2009)
- Life in D-Minor (MW Records. 2012)
- Lone Wolf Howling (Live Tour 2012) (Dutch Uncle Music)
- Michael de Jong Band Live - 30 Year Anniversary (Dutch Uncle Music, 2013)
- Something For The Pain (Dutch Uncle Music, 2014)
- Requiem For The Lonely (Dutch Uncle Music, 2016)
- Reclusion (Dutch Uncle Music, 2018)
- Homegrown (Sheephead Records, 2020)